# Джерсийский французский
Джерсийский французский язык — диалект французского языка, употребляемый в Джерси. После англификации Джерси этот язык используется в качестве письменного языка для некоторых законов, контрактов и других документов. 2 февраля 1990 года в ходе дебатов в джерсийском парламенте английский язык был признан основным разговорным, а употребление французского языка было ограничено рядом формальностей (напр., молитвами и церемониями). Как в швейцарском и бельгийском вариантах французского языка, 70 и 90 называются septante и nonante соответственно, а не soixante-dix и quatre-vingt-dix, как в парижском французском (ср. джерсийское nénante для 90). Названия дней недели и месяцев пишутся с заглавной буквы. Слово Messire используется в качестве рыцарского титула (континентальный французский использует sir), например, нынешний бейлиф Джерси, Сэр Филипп Байлаш на джерсийском французском правильно будет писаться Messire Philip Bailhache.